# Mar de Sulu

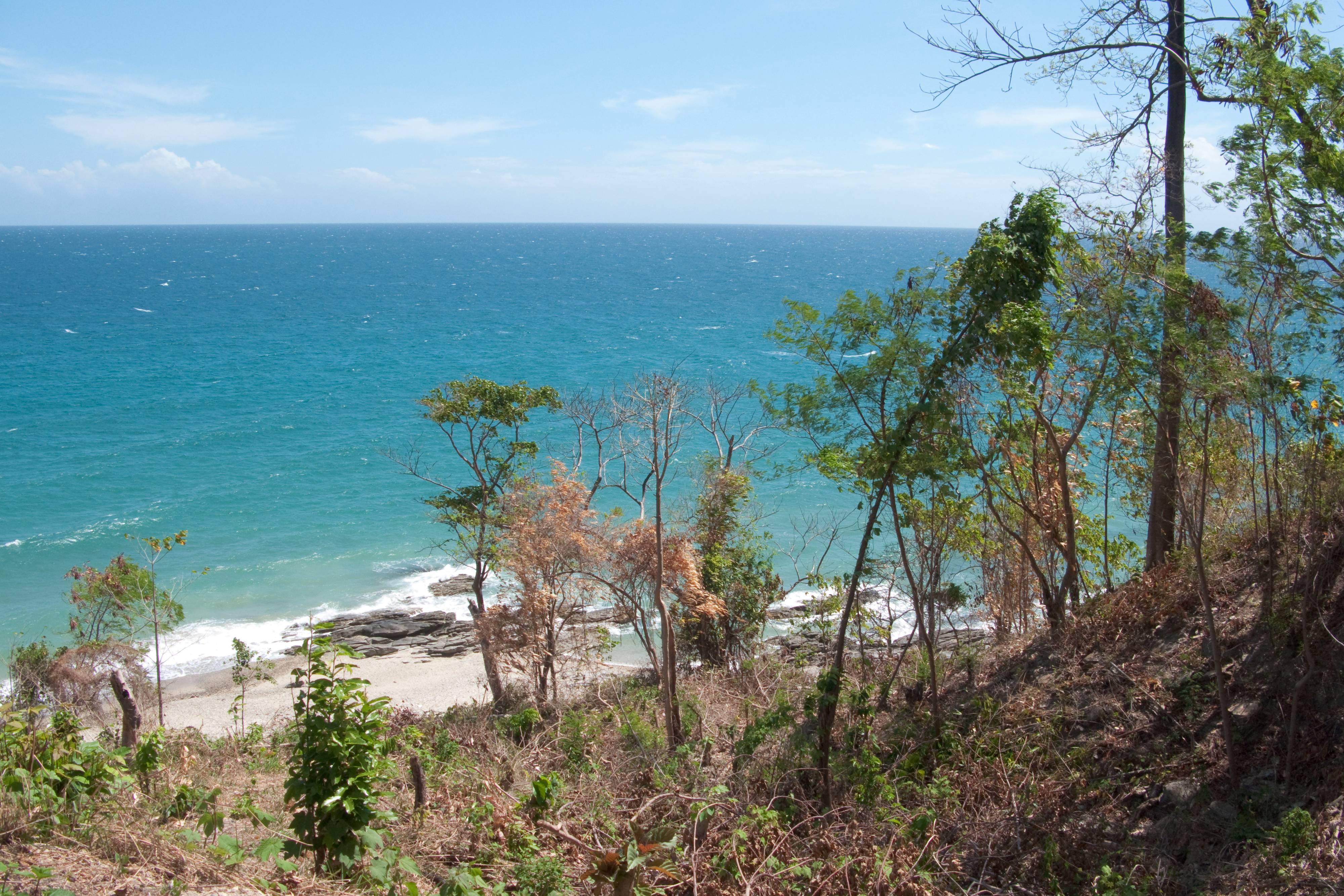
El mar vist des de Palawan, una illa de les Filipines estreta i allargassada, situada entre Mindoro al nord-est i Borneo al sud-oest, banyada al nord-oest per la mar de la Xina Meridional i al sud-est per la mar de Sulu.

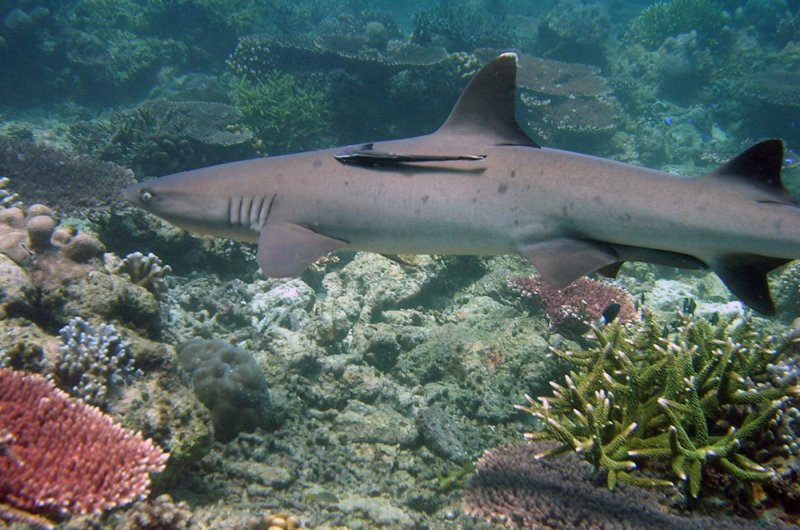
Tauró trobat al Parc Nacional dels esculls de Tubbataha, mar de Sulu, apreciat especialment pels submarinistes.

La mar de Sulu (en tagàlog Dagat Sulu, en anglès Sulu Sea, en malai Laut Sulu) és una extensa mar d'uns 348.000 km², situada a l'àrea sud-occidental de les Filipines, separada del mar de la Xina Meridional al nord-oest per Palawan i del Mar de Cèlebes al sud-est per l'arxipèlag de Sulu. Borneo es troba al sud-oest i Visayas al nord-est.
El mar de Sulu conté diverses illes. Les illes Cuyo i les illes Cagayan formen part de la província de Palawan mentre que Mapun i les illes de les tortugues formen part de la província de Tawi-Tawi. El mar de Sulu també és on es troba el Parc Nacional dels esculls de Tubbataha, un dels llocs del Patrimoni de la Humanitat.
El golf de Panay és una extensió del mar de Sulu. Els estrets del mar de Sulu inclouen l'estret d'Iloilo, l'estret de Guimaras i l'estret de Basilan.

## Geografia
La superfície del mar és de 260.000 km². L'oceà Pacífic desemboca al mar de Sulu al nord de Mindanao i entre l'arxipèlag Sangihe talaud, al nord de Sulawesi. Al nord-oest està separada de la mar de la Xina Meridional per l'illa de Palawan, i al sud-est l'arxipèlag de Sulu la separa de la mar de Cèlebes. Al sud-oest limita amb la costa malàisia de Sabah, a l'illa de Borneo; al nord-est amb Panay i Negros, del grup de les illes Visayas, i a l'est amb la península de Zamboanga, a l'illa de Mindanao.
A la mar de Sulu hi ha diverses illes. Les illes Cuyo i Cagayan de Sulu formen part de la província de Palawan, mentre que les Cagayan de Tawi-Tawi i les Turtle pertanyen a la província de Tawi-Tawi. En aquesta mar hi ha el Parc Nacional dels esculls de Tubbataha, un dels espais declarats com Patrimoni de la Humanitat per la UNESCO.
Els ports principals són Iloilo a Panay, Zamboanga a Mindanao, Sandakan a Borneo i Puerto Princesa a Palawan.

El mar de Sulu té com a límits:
- al nord-oest, l'illa de Palawan, que el separa del mar de la Xina Meridional, amb el qual comunica a través dels estrets de Mindoro i Balabac;[15]

- al sud-est, l'arxipèlag de Sulu, que el separa del mar de Cèlebes;[16]

- al sud-oest, l'illa de Borneo;

- al nord-est, l'arxipèlag de les Visayas, que el separa dels mars de Visayas, Tayabas i Bohol.

## Extensió
L'Organització Hidrogràfica Internacional (OHI) defineix el mar de Sulu com una de les aigües de l'arxipèlag de les Índies Orientals. L'OHI defineix els seus límits de la següent manera:
S'estén uns 790 km de nord a sud i 604 km d'est a oest. Les onades poden estendre's al llarg de 25 a 35 km. El mar té una gran plana profunda que oscil·la entre els 3.000 i 4400 m de profunditat, però a l'extrem sud de l'arxipèlag de Sulu eleva el fons del mar a 100 m.
| « | Al nord-oest. Des de Tanjong Sempang Mangayau, el punt nord de Borneo, al llarg del límit oriental de Mar de la Xina Meridional fins al cap Calavite, el punt nord-oest de Mindoro. Al nord-est. La costa sud-oest de Mindoro fins a Buruncan Point, el seu extrem sud, d'allí una línia a través de les illes Semirara i Caluya fins a Nasog Point (11° 53′ N, 121° 53′ E / 11.883°N,121.883°E) l'extrem nord-oest de Panay, al llarg de la costa oest i sud-est d'aquesta illa fins a l'illa Tagubanhan (11° 08′ N, 123° 07′ E / 11.133°N,123.117°E), d'allà una línia a l'extrem nord de Negros i baixant per la costa oest fins a Siaton Point, el seu extrem sud, d'allà fins a Tagolo Point (8° 44′ N, 123° 22′ E / 8.733°N,123.367°E), Mindanao. Al sud-est. Des de Tagolo Point, baixa per la costa oest de Mindanao fins a l'extrem sud-oest d'allí fins a la costa nord de Illa Basilan (6° 45′ N, 122° 04′ E / 6.750°N,122.067°E), a través d'aquesta illa fins a la seva extremitat sud, d'allí una línia a l'illa Bitinan (6° 04′ N, 121° 27′ E / 6.067°N,121.450°E) a l'extrem oriental de Illa de Jolo, a través de Jolo a 121°04'E a la seva costa sud, d'allí a través de Tapul i Illes Lugus i al llarg de la costa nord de Illa Tawi Tawi a Illa de Bongao del seu extrem occidental (5° 01′ N, 119° 45′ E / 5.017°N,119.750°E), i d'allí a Tanjong Labian, l'extrem nord-est de Borneo. Al sud-oest. La costa nord de Borneo entre Tanjong Labian i Tanjong Sempang Mangayau. | » |

## Clima

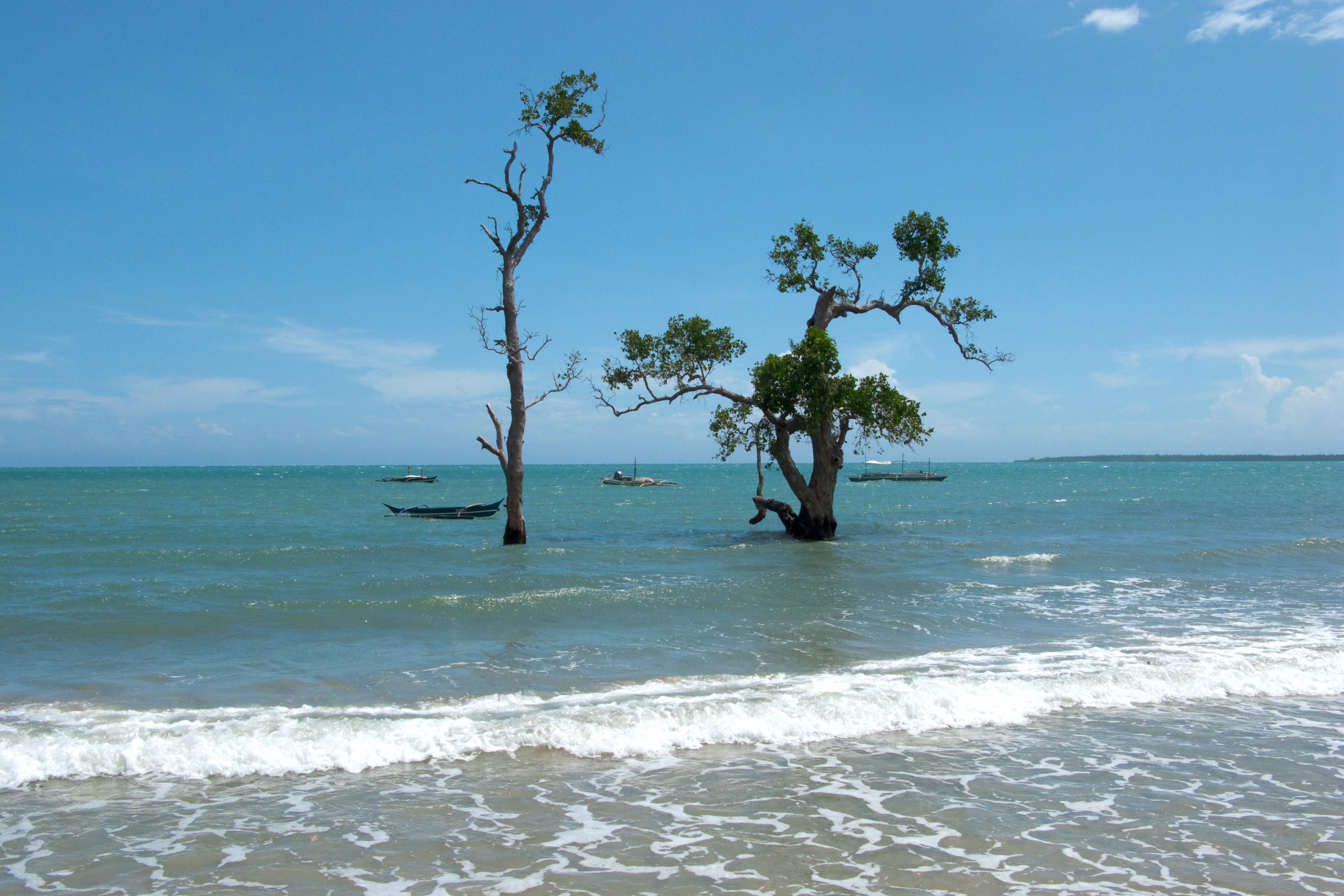
Vista del mar de Sulu des de Palawan.

La principal característica que regula el clima del mar de Sulu és el monsó de l'Àsia Oriental, resultat de la diferència de temperatura entre l'aigua calenta del Pacífic Occidental i el continent asiàtic. Durant l'estiu el sol escalfa i la temperatura de la terra augmenta més ràpidament que la dels oceans, i a mesura que la superfície del terreny es fa més càlida, l’aire que hi ha sobre s’expandeix i es desenvolupa una zona de baixa pressió, mentrestant, l’oceà es manté a una temperatura més baixa que la terra i l’aire que hi ha a sobre manté una pressió més alta. Aquesta diferència de pressió fa que les brises marines bufin des de l’oceà fins a la terra i portin aire humit a l’interior. Aquest aire humit s'eleva a una altitud més alta sobre el sòl i després torna a fluir cap a l'oceà, i quan l’aire puja i encara està sobre la terra, es refreda. Això disminueix la capacitat de l’aire per retenir l’aigua i provoca precipitacions sobre la terra. En els mesos més freds, el cicle s’inverteix, la terra es refreda més ràpidament que els oceans i l’aire sobre la terra té una pressió més alta que l’aire sobre l’oceà, fent que l’aire sobre la terra flueixi cap a l’oceà. Quan l’aire humit s’eleva sobre l’oceà, es refreda i això provoca precipitacions sobre els oceans.

## Fauna i flora
El mar de Sulu està dins del triangle de corall, i les Filipines s'han identificat com l'epicentre de la biodiversitat marina del planeta. Hi ha esculls de corall, prats d'herbes marines i boscos de manglars. Els animals més freqüents són peixos, tortugues marines, dofins, balenes, taurons i rajades. És un mar conegut pel cultiu d'algues, ja que hi ha moltes desembocadures de rius que contribueixen a una important concentració de nutrients a les zones costaneres. Els nutrients inorgànics dissolts són nitrògen i fòsfor.

## Geologia
El mar de Sulu es va obrir en el miocè mitjà en un entorn d'arc posterior al llarg de la plataforma de Sonda durant la subducció de la placa del mar de Celebes sota l'arc insular de Arxipèlag de Sulu. El tancament progressiu i encara incomplet d'aquesta conca, iniciat a l'època del Miocè final és el resultat de la col·lisió amb el marge de la plataforma de Sonda.

## Pirateria marítima
El mar de Sulu ha estat objecte d'activitats marítimes il·legals des de l'era precolonial i continuen representant fins avui una amenaça per a la seguretat marítima. Tot i que la pirateria s’ha identificat des de fa temps com un repte omnipresent, històricament relacionada amb la regió, els incidents recents també inclouen la insurgència armada dels moro de les Filipines i altres tipus de delictes marítims com el segrest i el tràfic d’éssers humans, armes i drogues.

## Cultura popular
El personatge Hikaru Sulu de la sèrie Star Trek rep el seu nom del mar de Sulu. Segons l'actor de Sulu George Takei, «la visió de [Gene] Roddenberry per Sulu era representar tota Àsia, essent nomenada així pel mar de Sulu en lloc d'utilitzar un nom específic per país».